# Youngsville (Nowy Meksyk)
Youngsville – jednostka osadnicza w Stanach Zjednoczonych, w stanie Nowy Meksyk, w hrabstwie Rio Arriba.